# Micrantheum serpentinum
Micrantheum serpentinum là một loài thực vật có hoa trong họ Picrodendraceae. Loài này được Orchard mô tả khoa học đầu tiên năm 1991.

## Hình ảnh

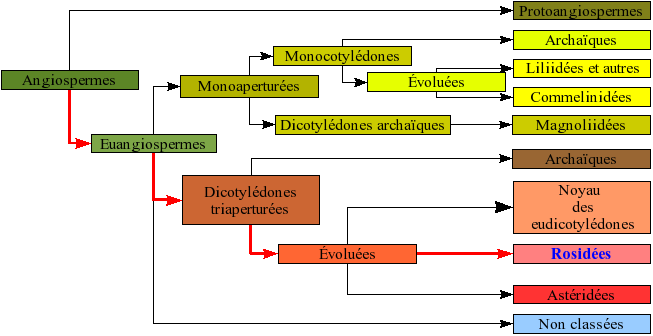
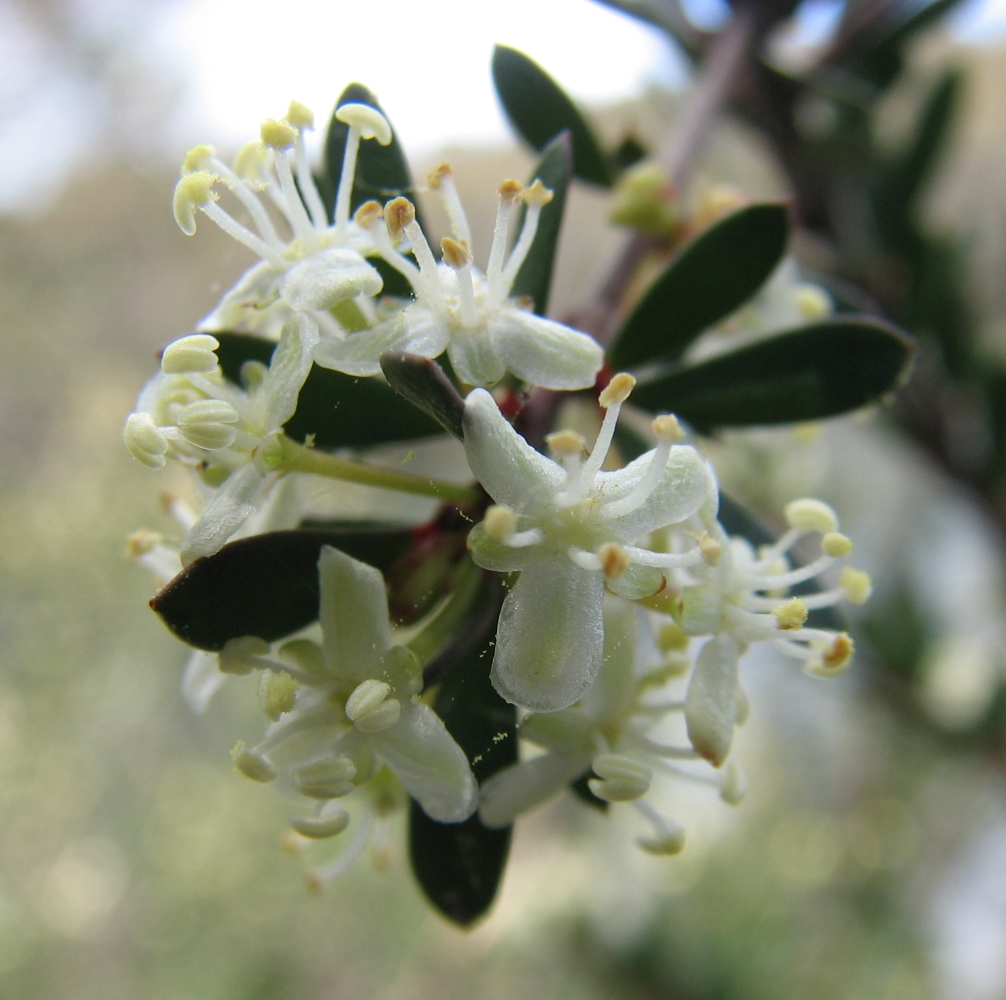
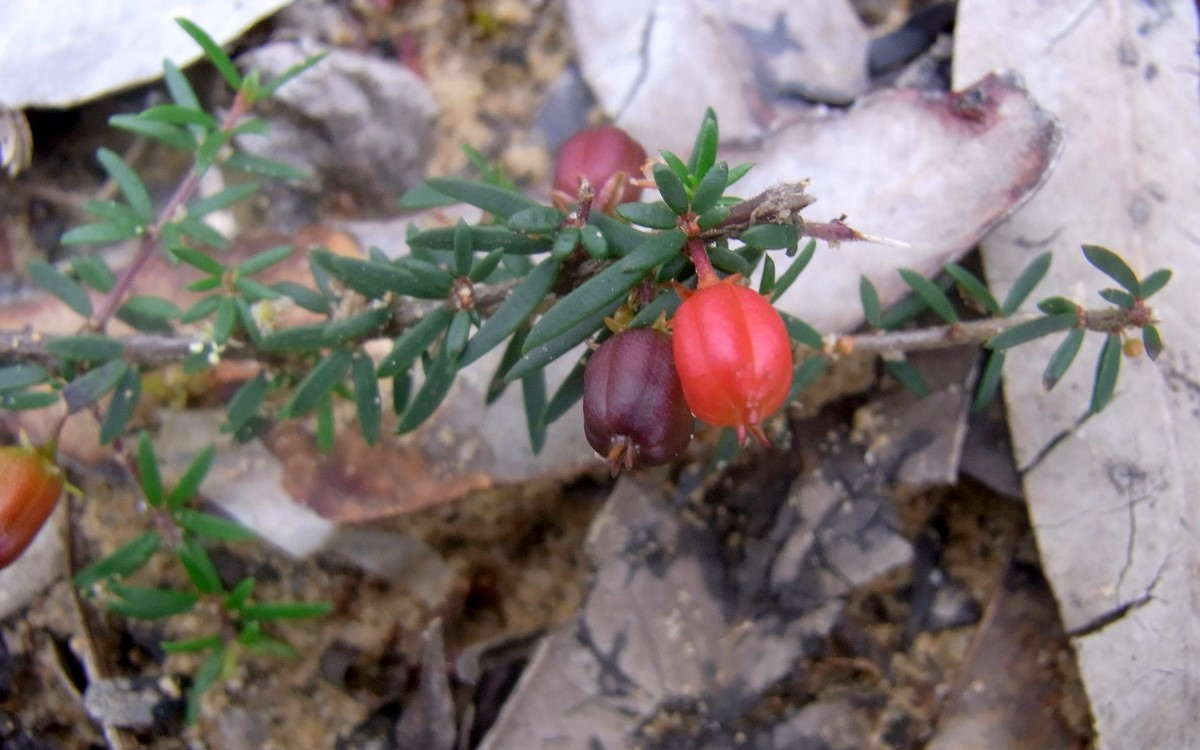